# Denkmal für die Verfolgten der NS-Militärjustiz

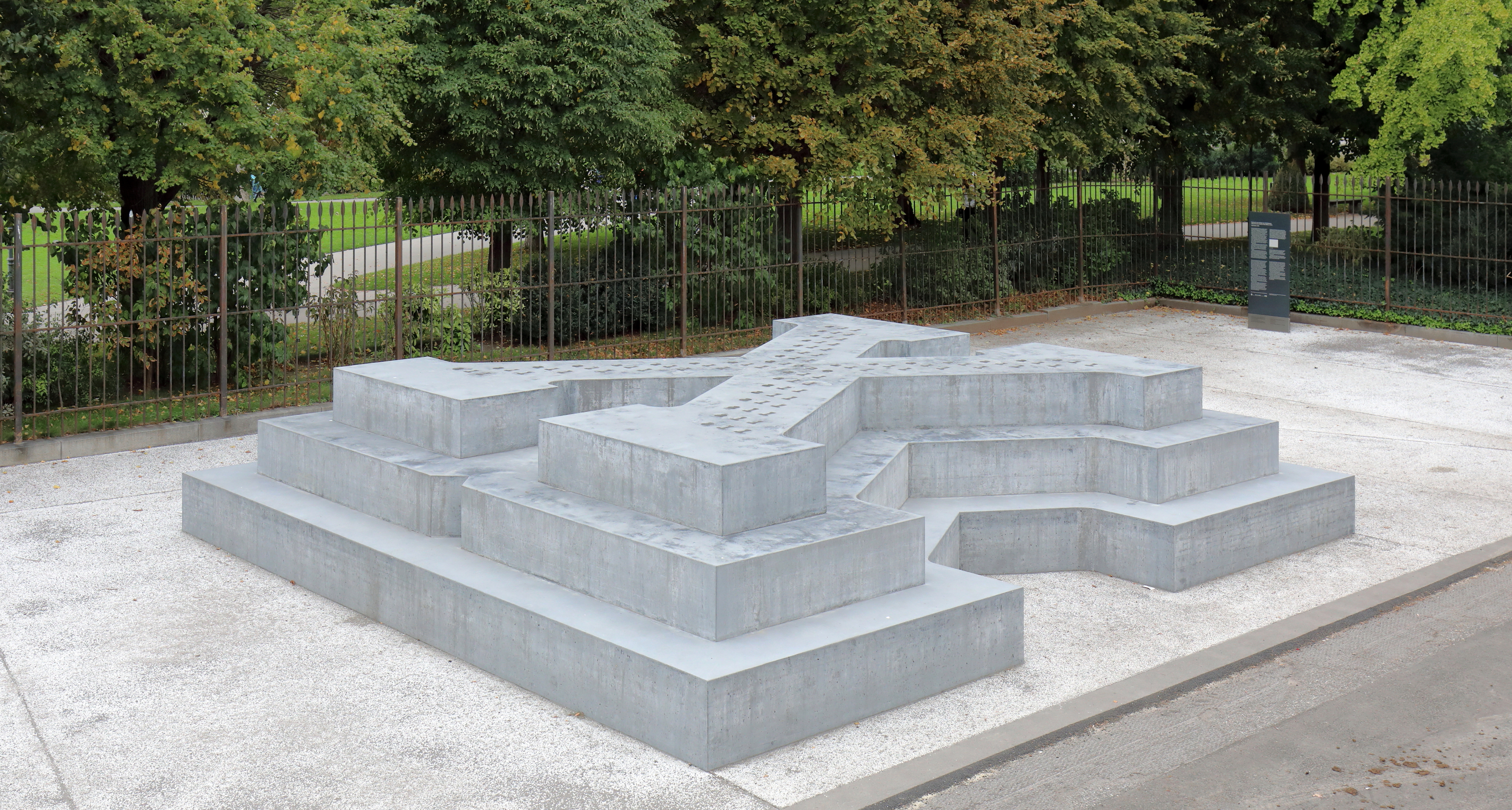
Das Deserteursdenkmal bzw. Denkmal für die Verfolgten der NS-Militärjustiz am Ballhausplatz

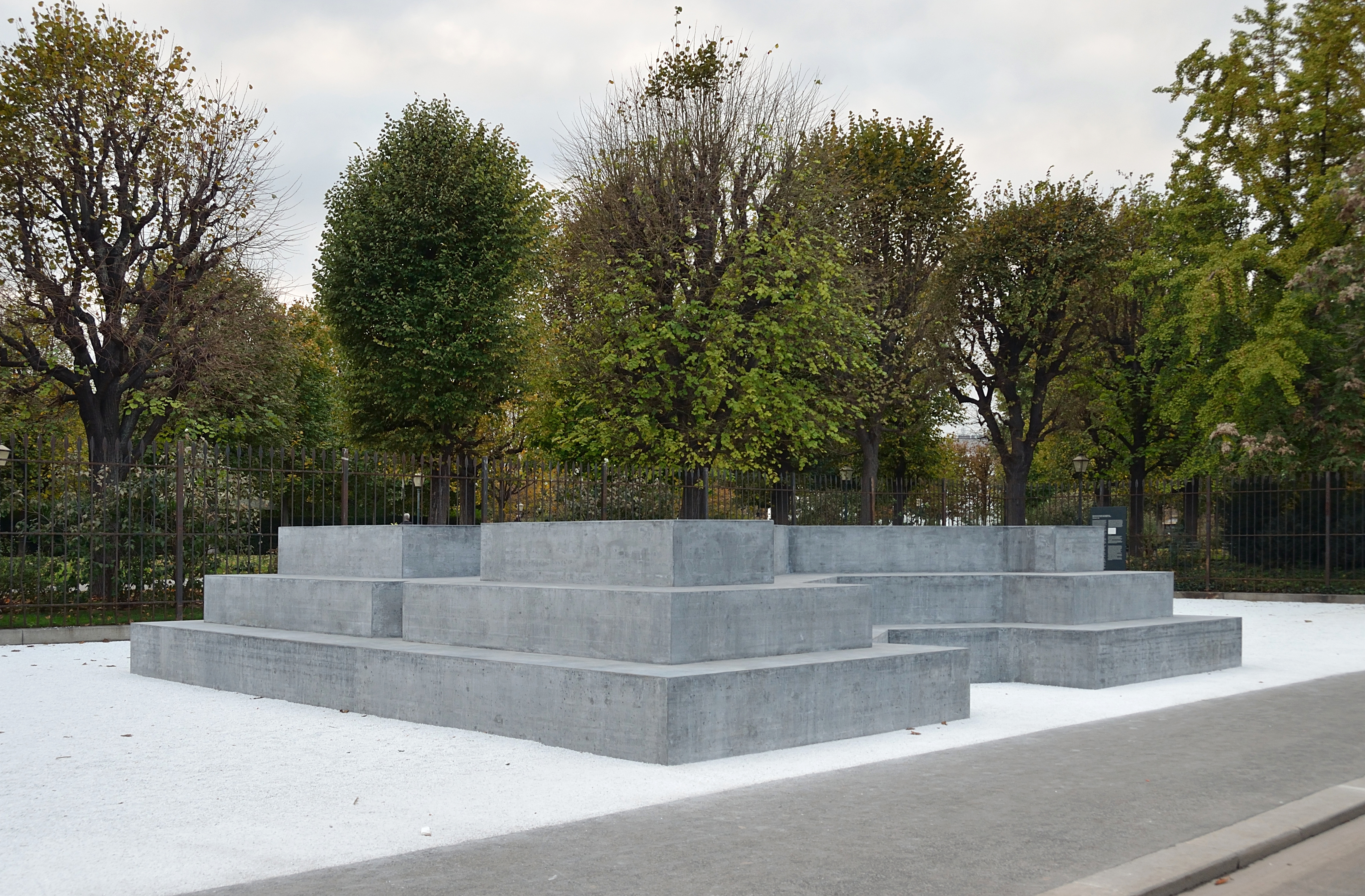
Denkmal für die Verfolgten der NS-Militärjustiz am Wiener Ballhausplatz, im Hintergrund der Volksgarten

Das Denkmal für die Verfolgten der NS-Militärjustiz ist eine österreichische Gedenkstätte für Deserteure des NS-Regimes und befindet sich auf dem Ballhausplatz im 1. Wiener Gemeindebezirk, der Inneren Stadt, gegenüber dem Bundeskanzleramt und dem Amtssitz des Bundespräsidenten in der Hofburg.
Die Errichtung wurde vom ehemaligen Deserteur Richard Wadani und dem Personenkomitee Gerechtigkeit für die Opfer der NS-Militärjustiz angeregt. Umgesetzt wurde ein Entwurf des deutschen Konzeptkünstlers Olaf Nicolai nach einem Gedicht des schottischen Schriftstellers Ian Hamilton Finlay. Am 24. Oktober 2014 wurde das Mahnmal von Bundespräsident Heinz Fischer der Öffentlichkeit übergeben.
Denkmalsetzerin ist die Stadt Wien.

## Hintergrund
Die nationalsozialistische Militärjustiz verhängte während des Zweiten Weltkrieges zwischen 25.000 und 30.000 Todesurteile, die meisten gegen Deserteure, Selbstverstümmeler, „Wehrkraftzersetzer“ und Kriegsdienstverweigerer. Mehr als die Hälfte dieser Urteile wurden vollstreckt, ca. 2.000 davon betrafen Österreicher.
Prominente österreichische Deserteure waren unter anderem H. C. Artmann, Friedrich Cerha, Dietmar Schönherr oder Oskar Werner. Zu den Opfern der NS-Militärjustiz zählen auch die Kriegsdienstverweigerer, deren bekanntestes Beispiel Franz Jägerstätter im August 1943 vom NS-Regime durch das Fallbeil hingerichtet und im Jahr 2007 von der Römisch-katholischen Kirche seliggesprochen wurde. Von der politischen Rechten wird Deserteuren Feigheit vor dem Feind vorgeworfen oder sie werden als „Kameradenmörder“ denunziert. Dabei lag bei 1300 von Walter Manoschek untersuchten Fällen von desertierten Österreichern nur zwei Mal ein Tötungsdelikt vor.

## Entstehung

### Personenkomitee Gerechtigkeit für die Opfer der NS-Militärjustiz
1990 führte eine Gruppe um die damalige Grüne Bezirksrätin in der Leopoldstadt, Friedrun Huemer, eine Aktion für die Deserteure der Wehrmacht in Wien durch. Wesentlichen Anteil an der Durchsetzung der legistischen Anerkennung der Deserteure und am Entschluss für ein Denkmal hatte der ehemalige Deserteur Richard Wadani, der dafür im Jahr 2002 das Personenkomitee Gerechtigkeit für die Opfer der NS-Militärjustiz gründete, welches 2008 als Verein konstituiert wurde. Den Durchbruch erzielte Wadani 2009, als sich die damalige Nationalratspräsidentin Barbara Prammer dieser Sache annahm und im Oktober desselben Jahres ein Gesetzesentwurf von SPÖ, ÖVP und Grünen vorgestellt wurde. Am 21. Oktober 2009 beschloss der österreichische Nationalrat mit den Stimmen von SPÖ, ÖVP und Grünen die Rehabilitation aller Opfer der Verfolgung durch die Wehrmachtsgerichte, 2010 einigte sich die neue Rot-grüne Koalition in Wien in ihrem Regierungsabkommen auf die Errichtung eines Mahnmals zum Gedenken an die Deserteure.
Die Aufhebung der Urteile gegen Deserteure erfolgte in Österreich später als in der Bundesrepublik Deutschland, wo die Aufhebung der Unrechtsurteile mit dem ersten Änderungsgesetz zum Gesetz zur Aufhebung nationalsozialistischer Unrechtsurteile in der Strafrechtspflege am 23. Juli 2002 erfolgte.
Unmittelbar nach der Verabschiedung des Rehabilitationsgesetzes im Jahr 2009 begann das Personenkomitee Gerechtigkeit für die Opfer der NS-Militärjustiz mit der Lobby-Arbeit für ein Denkmal an zentraler Stelle in Wien. Dafür konnte das Personenkomitee eine Reihe namhafter Persönlichkeiten aus Politik, Kunst und Kultur, sowie der österreichischen Zivilgesellschaft gewinnen.

### Wettbewerb
Die Kosten für das Denkmal wurden mit 200.000 Euro budgetiert, die zur Gänze vom Kulturamt der Stadt Wien übernommen wurden. Die Organisation von Ausschreibung und Realisierung des Denkmals wurde der Institution Kunst im öffentlichen Raum Wien übertragen. Der Wettbewerb wurde als einstufiges, geladenes Verfahren durchgeführt. Der Vorsitz der Jury oblag dem Architekten Martin Kohlbauer, der Jury gehörten u. a. an die Künstlerin Anna Jermolaeva, die Kuratorin Lilli Hollein, der Kunsthistoriker Dirk Luckow, der Historiker Peter Pirker und die Historikerin Heidemarie Uhl. Neben dem Sieger Nicolai nahmen sieben weitere Projekte teil: der deutsch-uruguayische Künstler Luis Camnitzer, das französische Kollektiv Claire Fontaine, die slowakisch-kanadische Documenta-Teilnehmerin Vera Frenkel, sowie aus Österreich das Duo Helmut und Johanna Kandl, Ernst Logar, die Preisträger des Kardinal-König-Kunstpreises 2007, Nicole Six/Paul Petritsch, und Heimo Zobernig.

## Skulptur

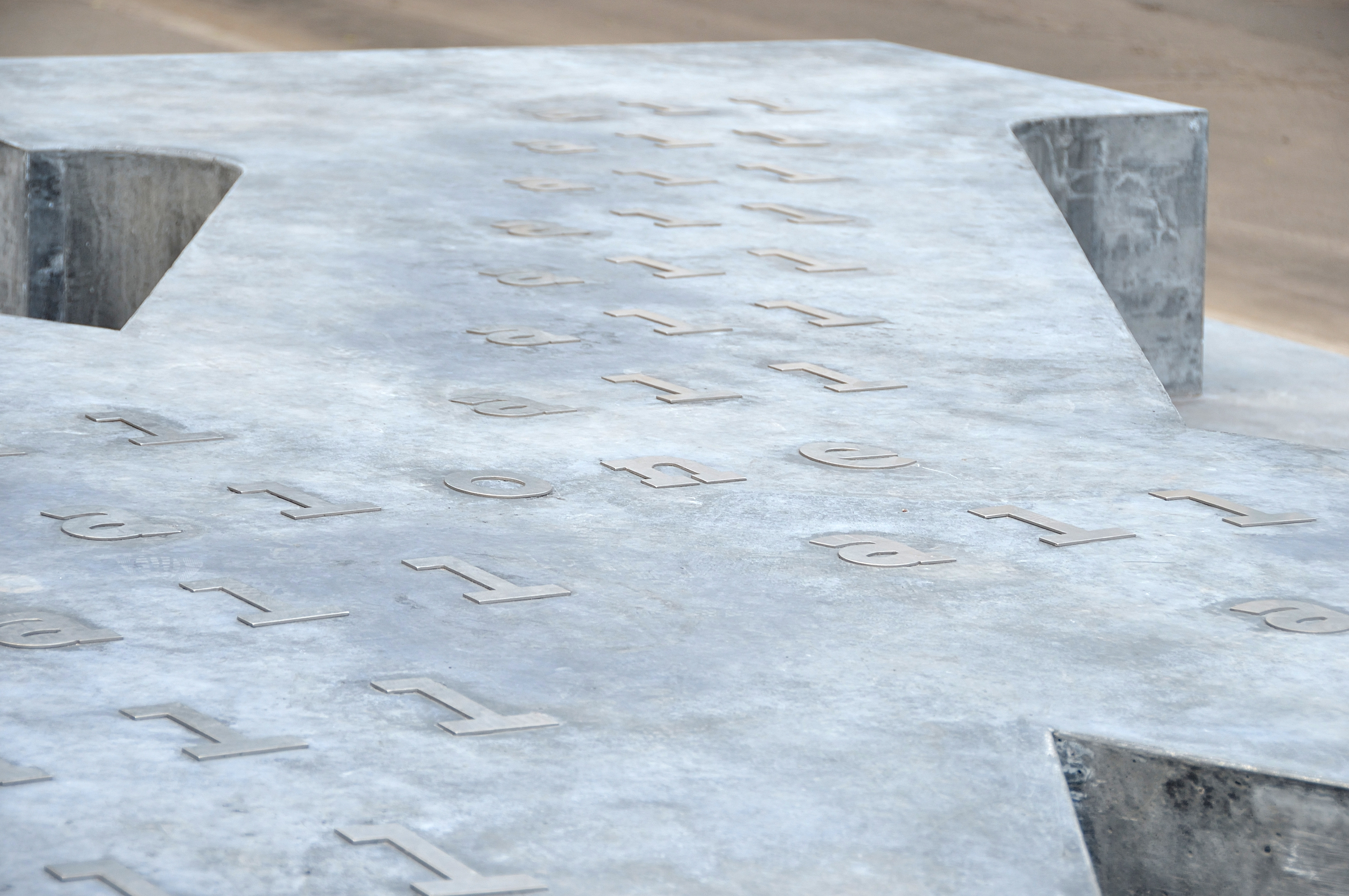
Detailansicht des Denkmals

Das Denkmal stellt ein überdimensionales, liegendes X dar, ist in leicht bläulichem Beton gegossen und als begehbares bzw. erkletterbares Monument konzipiert. Vom Straßenniveau aus ist die Inschrift nicht zu entziffern. „Nach der Projektbeschreibung ist das X ein "Zeichen der Anonymisierung, der der Einzelne unterworfen ist und die ihn zum Zeichen in einer Liste, zum X" in einem Akt werden lasse. Andererseits sei das X auch ein "Statement selbstbewusster Setzung". Man möge dabei an den schwarzen Bürgerrechtler Malcolm X denken.“ Olaf Nicolai „greift die klassischen Elemente eines Mahnmals „Sockel“ und „Inschrift“ auf, arrangiert diese aber völlig anders als traditionelle Kriegerdenkmäler.“ Der Sockel ist dreistufig, in dessen dritte Ebene ist die nur von oben lesbare Inschrift eingelassen. Die Inschrift, bestehend aus den Worten „all“ und „alone“, beruht auf einem Gedicht des schottischen Künstlers Ian Hamilton Finlay (1925–2006), wobei das Wort „alone“ nur einmal – an der Kreuzung der beiden Striche – wiedergegeben ist, das Wort „all“ hingegen 32-mal. „Das Zusammenspiel von Sockel und Inschrift inszeniert die Situation des Einzelnen in und gegenüber gesellschaftlichen Ordnungs- und Machtverhältnissen.“

„Die Entscheidung des Deserteurs, sich alleine zu stellen, sich außerhalb eines Gefüges, einer Gemeinschaft zu stellen, das erfordert einen ziemlichen persönlichen Mut. Ich selbst kenne aus meiner Biografie Situationen, wo ich erlebt habe, wie Menschen solche Entscheidungen getroffen haben.“

Die Intention des Künstlers entspricht somit dem Auftrag: „Die Skulptur erweist denjenigen Respekt, die eine eigene Entscheidung treffen, sich der Fremdbestimmung widersetzen und sich durch ihr eigenständiges Handeln gegen das geltende System stellen.“ „Die ursprüngliche Überlegung, das Denkmal blau zu lackieren, wurde wieder verworfen, stattdessen wurde die Farbe in den Beton gemischt. Das erinnert laut KÖR an ein „verwaschenes Jeansblau“, eine Farbe, mit der der Künstler den Romanhelden aus Ulrich Plenzdorfs Die neuen Leiden des jungen W. assoziiert – ein Aussteiger, der sich verweigert.“

## Eröffnung

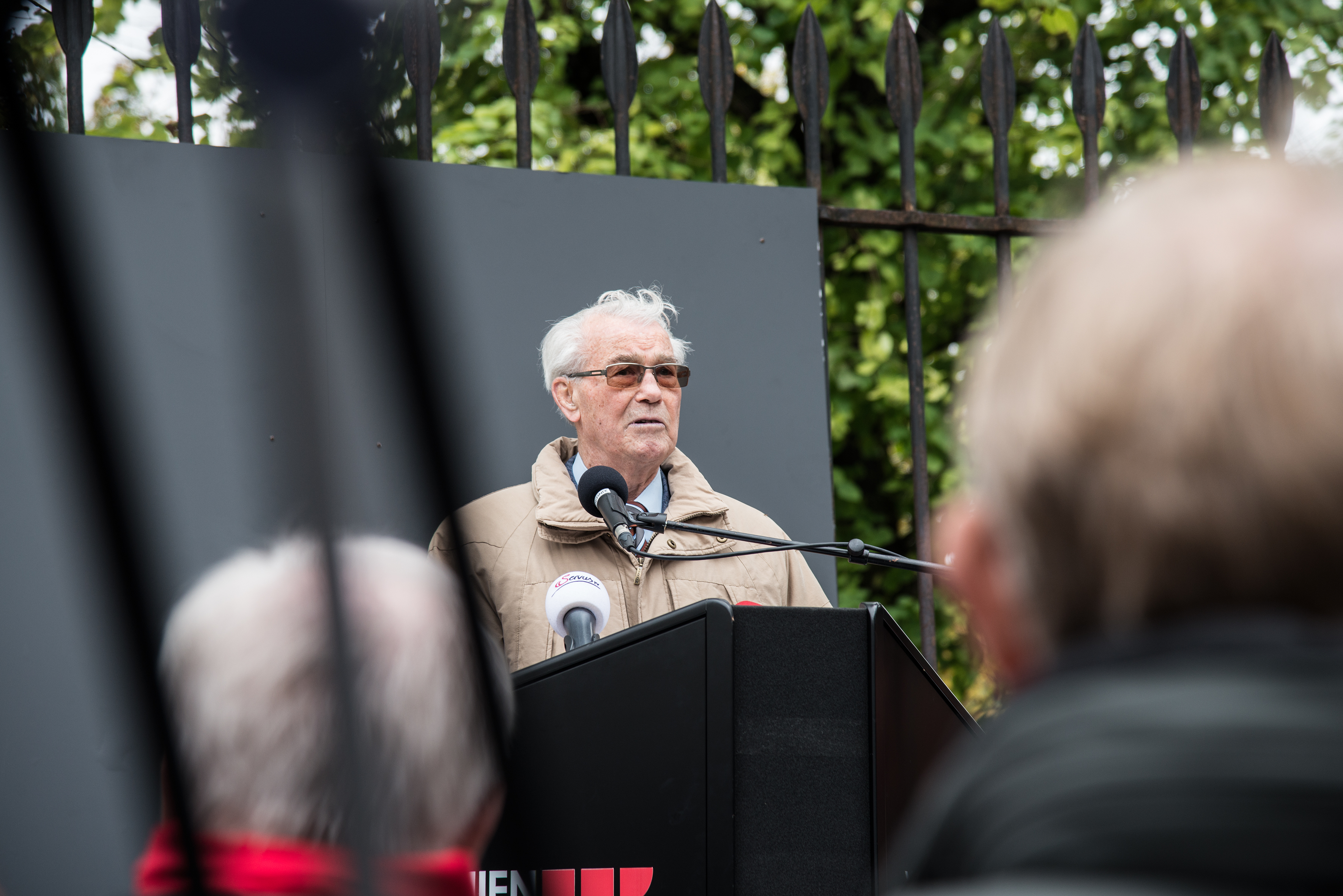
Der Zeitzeuge Richard Wadani bei der Eröffnungsfeier

Die Eröffnungsfeier fand am 24. Oktober 2014 auf dem Ballhausplatz statt. Die zentralen Reden wurden von David Ellensohn, Klubobmann der Grünen in Wien, dem Deserteur (und Initiator von Gesetz und Denkmal) Richard Wadani, der Schriftstellerin Kathrin Röggla und Kulturminister Josef Ostermayer (SPÖ) gehalten, bevor Bundespräsident Heinz Fischer die Eröffnung vornahm:

„Jeder soll wissen, dass es ehrenhaft ist, in der Auseinandersetzung mit einer brutalen und menschenverachtenden Diktatur seinem Gewissen zu folgen und auf der richtigen Seite zu stehen.“

David Ellensohn betonte: „Desertion ist immer eine Friedenstat.“ Michael Häupl stellte fest, dass sich nunmehr endlich durchgesetzt habe, dass Deserteure „Teil des antifaschistischen Widerstands“ seien. „Fast 70 Jahre hat es gedauert“, fasste der Politikwissenschaftler Walter Manoschek in seiner Rede zusammen. „Ein Schatten bleibt, nur wenige Betroffene können diese umfassende Rehabilitierung heute noch erleben.“ Davor, dazwischen und danach gab es künstlerische Elemente – eine Tanzperformance von Mikael Marklund, Auszüge aus Friedrich Cerhas Spiegel VI (vom Band) sowie das Lied Sag Nein!, ein Auszug aus der Ode an den Deserteur von Frederic Rzewski nach Texten von Wolfgang Borchert und Kurt Tucholsky. Es sang der Chor Gegenstimmen.
Bei der Einweihungsfeier für das Denkmal waren weitere Deserteure der Wehrmacht als Ehrengäste anwesend, darunter Friedrich Cerha, Josef Stachl und Paul Vodicka, Verteidigungs- und Sportminister Gerald Klug und zahlreiche Vertreter des Bundesheeres in Uniform, Bürgermeister Michael Häupl und Kulturstadtrat Andreas Mailath-Pokorny für die das Denkmal stiftende Stadt Wien sowie zahlreiche prominente Vertreter der österreichischen Zivilgesellschaft, darunter der Holocaust-Überlebende Rudolf Gelbard und Alexander Van der Bellen.

## Resonanz
Die lange Dauer der Anerkennung dieser Opfergruppe wurde allgemein als schmerzhaft empfunden. Norbert Mappes-Niediek bezog sich in seinem Artikel in der Frankfurter Rundschau auf die lange Verzögerung der Anerkennung: Früh gewehrt, spät geehrt lautete der Titel.

## Kritik
Der Österreichische Kameradschaftsbund protestierte gegen die in Wien beabsichtigte Errichtung eines Denkmales für Deserteure auf Kosten der Steuerzahler, da Desertion in allen Rechtsstaaten ein Strafdelikt sei und ein Denkmal daher das Andenken an gefallene Soldaten desavouiere.
Die FPÖ stimmte im Nationalrat gegen die gesetzliche Anerkennung der Deserteure als Opfergruppe und protestierte gegen die Errichtung eines Mahnmals am Standort Ballhausplatz.